# Asthenactis australis
Asthenactis australis är en sjöstjärneart som beskrevs av McKnight 2006. Asthenactis australis ingår i släktet Asthenactis och familjen Myxasteridae.
Artens utbredningsområde är havet kring Nya Zeeland. Inga underarter finns listade i Catalogue of Life.